# ОШ „Никола Тесла” Дервента
Основна школа „Никола Тесла“ је најстарија школа на подручју општине Дервента. Године 1879. извршен је први упис у основну школу у Дервенти па се та година сматра почетком постојања школе. У зграду данашње ОШ „Никола Тесла“, која представља један од најрепрезентативнијих објеката у граду и у којој су се школовале, за живот, науку и будућност припремале генерације Дервенћана, ушло се 1914. године са укупно 126 ученика у три одјељења првог разреда. Објекат школе налази у самом центру града.
1916. године у објекат школе је премјештена Учитељска школа из Сарајева. Рад школе није престајао у току Другог свјетског рата али је са радом школа престала у периоду од марта 1992. године до септембра 1994. године због ратних дешавања. У том периоду школа је гранатирана и потпуно опустошена. У послијератном периоду јужно крило објекта санирао је 1997. године Норвешки савјет, а 2001. године је организација „World Vision“ санирала кров, средње и сјеверно крило школе. У санацији објеката и опремању наставним средствима у подручним школама учествовале су хуманитарне организације „Arkobaleno“ из Пинерола, „Bauer hilfen Bauern“ из Салцбурга, „Симик“ те организација „Санднес“ из Дубровника и Фонд за развој РС.
Школа данас дјелује под називом ЈУ Основна школа „Никола Тесла“ Дервента и обухвата централну деветоразредну школу, подручну деветоразредну школу у Великој Сочаници и петоразредне подручне школе у Малој Сочаници, Босанским Лужанима, Пољу и Горњем Вишњику.
Наставу је у школској 2016/17. години похађало укупно 976 ученика у одјељењима од првог до деветог разреда, од тог броја у централној школи укупно 861 ученик.

## Посебно одјељење за основно музичко образовање
Почело је да ради 1. октобра 1969, као истурено одјељење Основне музичке школе "Иван Зајц" из Славонског Брода. Формирани су одсјеци за хармонику, клавир и гитару, а настава за ученика одвијала се у просторијама Дома културе. Од јуна 1973. дјелује као самостална установа, под називом Школа за основно музичко образовање. Школске 1979/1980. формирано је подручно одјељење у Прњавору, са 70 ученика, на одсјецима за хармонику и клавир. Настава се
одвијала у просторијама Народног универзитета "Ђуро Пуцар Стари", Прњавор. Средином осамдесетих, школа је добила просторије у приземљу ОШ "Никола Тесла" у Дервенти. Због санације објекта, школске 1987/1988. радила је у ОШ "19. април", што је довело до смањења броја ученика. Школске 1988/1989. почела је да ради у поткровљу школе "Никола Тесла", гдје се и данас налази. Наредне школске године отворен је Одсјек за кларинет. Тада је школу похађало око 170 ученика, на одсјецима за клавир, хармонику, гитару и кларинет.
Током Одбрамбено-отаџбинског рата 1992-1995. дјелимично је уништена унутрашњост школе и наставна средства, а школска документација је уништена или је нестала. Школа је поново почела да ради октобра 1995, као Посебно одјељење за основно музичко образовање, у саставу ОШ "Никола Тесла". Формирани су одсјеци за хармонику, клавир и гитару, а уписано
је 75 ученика. За наставу су оспособљене три учионице. Школа је имала клавир, три пијанина, двије хармонике и гитару. У послијератним годинама број ученика се повећавао, тако да је крајем ХХ вијека било око 120 ученика. Музичко образовање стичу и ученици из Завода за слијепе и слабовиде "Будућност" из Дервенте. У школској 2018/2019. години школа је имала десет професора и 139 ученика, на три одсјека: за хармонику, клавир и гитару. Располаже са седам клавира, 14 хармоника и пет гитара. Музичка школа у Дервенти 2019. ради у саставу ОШ "Никола Тесла" и једина је школа у Републици Српској која има такав статус.